# حكومة توفيق أبو الهدى السادسة
حكومة توفيق أبو الهدى السادسة هي الحكومة العشرون منذ عهد إمارة شرق الأردن عام 1921 والثالثة بعد استقلال المملكة عام 1946. شكّل توفيق أبو الهدى الحكومة في 28 ديسمبر عام 1947 م، بتكليف من الملك عبد الله الأول بن الحسين. وقد حلّت الحكومة في 3 مايو 1949.

## أعضاء الحكومة
| الرقم | الإسم                | المهام الوزارية                       | ملاحظات |
| ----- | -------------------- | ------------------------------------- | ------- |
| 1     | توفيق أبو الهدى      | رئيسا للوزراء ووزيرا للخارجية والدفاع |         |
| 2     | سعيد المفتي          | وزيرا للتجارة والزراعة والتموين       |         |
| 3     | هاشم خير             | وزيرا للداخلية                        |         |
| 4     | محمد الامين الشنقيطي | قاضيا للقضاة ووزيرا للمعارف           |         |
| 5     | فلاح المدادحه        | وزيرا للعدلية                         |         |
| 6     | فوزي الملقي          | وزيرا للمواصلات                       |         |
| 7     | سليمان السكر         | وزيرا للمالية                         |         |

في 7 يناير 1948، أجري التعديل الأول على الحكومة كما يلي:
| الرقم | الإسم           | المهام الوزارية             | ملاحظات |
| ----- | --------------- | --------------------------- | ------- |
| 1     | توفيق أبو الهدى | رئيسا للوزراء ووزيرا للدفاع |         |
| 2     | فوزي الملقي     | وزيرا للخارجية والمواصلات   |         |

في 29 يوليو 1948، أجري التعديل الثاني على الحكومة كما يلي:
| الرقم | الإسم           | المهام الوزارية                         | ملاحظات |
| ----- | --------------- | --------------------------------------- | ------- |
| 1     | توفيق أبو الهدى | رئيسا للوزراء ووزيرا للخارجية           |         |
| 2     | سعيد المفتي     | وزيرا للمواصلات ووزيرا للتجارة والزراعة |         |
| 3     | فوزي الملقي     | وزيرا للدفاع                            |         |

في 16 سبتمبر 1948، أجري التعديل الثالث على الحكومة كما يلي:
| الرقم | الإسم        | المهام الوزارية                   | ملاحظات |
| ----- | ------------ | --------------------------------- | ------- |
| 1     | سعيد المفتي  | وزيرا للداخلية                    |         |
| 2     | نجيب الشريدة | وزيرا للتجارة والزراعة والمواصلات |         |